# Nature Boy
Nature Boy è una popolare canzone scritta da Eden Ahbez e registrata per la prima volta nell'agosto del 1947 dal pianista e cantante statunitense Nat King Cole, accompagnato dall'orchestra diretta da Frank De Vol.
Essa riscosse successo di critica e di pubblico e diede l'opportunità a Cole di farsi apprezzare anche dal pubblico bianco. Nel 1999 il brano fu premiato con un Grammy Hall of Fame Award.

## Storia e origini del brano
Eden Ahbez, il cui vero nome era George McGrew, aveva adottato il nuovo nome dopo che nel 1941 era arrivato a Los Angeles, dove era entrato in contatto con la filosofia Naturmensch e Lebensreform influenzata dal movimento tedesco Wandervogel. Gli aderenti a questa filosofia erano crudisti vegani chiamati Nature Boys, ai quali McGrew si unì scegliendo il nome eden ahbez con le iniziali minuscole. Compose in quel periodo Nature Boy nella grotta in cui era andato a vivere nei pressi di Palm Springs. La canzone, in parte autobiografica, è un tributo a Bill Pester, che era mentore di ahbez per avergli fatto scoprire Naturmensch e Lebensreform.
Nel 1947, Ahbez fece vedere uno spartito del brano al manager di Nat King Cole chiedendogli invano di sottoporlo al suo assistito, lo diede quindi a Otis Pollard, collaboratore di Cole. Fu così che il cantante conobbe la canzone e se ne innamorò, iniziò a cantarla durante i concerti e il pubblico ne fu entusiasta. Si mise quindi alla ricerca di Ahbez, che era sparito, e dopo avere scoperto dove abitava andò a farsi dare il permesso per registrarla.
Il brano fu registrato il 22 agosto 1947 insieme all'orchestra diretta da Frank De Vol, l'arrangiatore della Capitol Records. Furono utilizzati strumenti a corda e flauti per dare risalto al lato incantevole che la composizione trasmette. Le prime due battute della melodia si rifanno a quella del secondo movimento nel Quintetto per piano nº 2 del compositore Antonín Dvořák (1887). Il brano fu pubblicato dalla Capitol Records il 29 marzo 1948 nel singolo Nature Boy/Lost April.

## Musica e testo
Scritta come ballata pop, la struttura armonica si basa spesso sulla progressione II-V-I in re minore. Il testo è riferito al gruppo di Los Angeles dei Nature Boys, una sorta di precursori degli hippy, dei quali Ahbez era membro. È stato ipotizzato che il testo sia un autoritratto di Ahbez, che il nature boy protagonista si possa identificare in un bimbo che spiega l'amore e le relazioni o in un hippy che parla delle proprie esperienze, e che il brano sia una mistica canzone per vagabondi in cui viene evocato un profondo senso di perdita e di sfortuna, riscattato dal verso finale in cui si parla dell'amore come principale ragione di vita.

## Successo commerciale
Nat King Cole era famoso come jazzista e leader del King Cole Trio, e la canzone fece di lui uno dei più famosi e acclamati interpreti della musica pop di quegli anni. Il 78 giri entrò per la prima volta nella classifica statunitense Billboard 100 il 16 aprile 1948 e vi rimase 15 settimane, raggiungendo la 1ª posizione. Giunse invece al 2º posto nella classifica dei singoli di R&B. Vendette un milione di copie nel 1948 e fu per Billboard il disco dell'anno.
In quegli anni il mercato musicale statunitense risentiva dei problemi razziali e per un artista di colore come King Cole era difficile entrare a far parte del mainstream incentrato sulla musica pop. Secondo lo scrittore Krin Gabbard, Cole dovette rifarsi il trucco per sembrare un bianco quando girò il filmato in cui si esibiva in Nature Boy. Malgrado fosse diventato famoso già nel 1930 come leader del suo trio, dopo il grande successo ottenuto con Nature Boy si rese conto di essere entrato tra i musicisti preferiti dal pubblico bianco, sciolse il trio e si dedicò alla carriera da solista. Considerò Nature Boy una delle sue preferite tra le proprie registrazioni.
Il successo ottenuto da Cole con la canzone permise all'autore Ahbez di incassare con le royalty circa 20.000 dollari, cifra a quel tempo considerevole. Secondo la rivista Billboard, ahbez tenne per sé il 50% delle royalty e versò il resto a chi lo aveva aiutato, circa il 25% lo diede a Loraine Tatum che contribuì alla scrittura del testo e il rimanente a Pollard, il collaboratore di Cole che aveva fatto avere al cantante lo spartito.

## Altre versioni
Nel 2001 il cantante britannico David Bowie incise due versioni del brano per il musical Moulin Rouge!, una di genere operistico e presente nella versione finale del film, l'altra di genere trip hop realizzata in collaborazione col collettivo musicale Massive Attack e presente solo nell'album della colonna sonora pubblicato lo stesso anno.